# Морето (Абруцо)
Морето (итал. Morretto) је насеље у Италији у округу Кјети, региону Абруцо.
Према процени из 2011. у насељу је живело 34 становника. Насеље се налази на надморској висини од 643 м.